# National Freeway 3A (Taiwan)
De National Freeway 3A (Chinees: 國道3A號) is een autosnelweg in Taiwan. De snelweg is 5,6 kilometer lang en verbindt National Freeway 3 met Taipei.
National Freeway 1 ·
National Freeway 2 ·
National Freeway 3 ·
National Freeway 3A ·
National Freeway 4 ·
National Freeway 5 ·
National Freeway 6 ·
National Freeway 7 ·
National Freeway 8 ·
National Freeway 10